# 零陵文庙
零陵文庙原为零陵县文庙，又名“县学宫”、“先师庙”、“孔子庙”、“圣庙”等，位于中国湖南省永州市永州城内东门，始建于宋嘉定初年（1208年），现存是清朝乾隆四十年（1775年）所建。
1956年公布为湖南省文物保护单位，2013年列入第七批全国重点文物保护单位。

## 历史沿革
零陵文庙始建于南宋嘉定元年（1208年），为县学，位于黄叶渡口、愚溪桥的左侧，后移至城东。
元至正二十年（1360）毁于农民起义的战乱。
明洪武三年（1370），零陵知县马裕在城南重建。弘治三年（1490）为避水患，将县学迁到城北。嘉靖二十四年（1546），迁往城东，并扩大规模。明末，农民军张献忠攻克后零陵将文庙付之一炬。
清代顺治十四年（1651），零陵知县刘方至于原址重建。康熙八年（1669）知县吴志灏、康熙二十一年（1682）知县王元弼、雍正四年（1726）知县刘尚质、教谕徐源舒先后进行修缮或重建。乾隆四年（1739），知县徐锡仁改迁到县署后方。乾隆四十年（1775）因原址低湿，由知县黄九叙迁回城东旧址附近。
二十世纪五十年代初期，仪门、戟门、青云桥、泮池、宫墙、崇圣祠、明伦堂、乡贤祠、名宦祠、孝子祠、节妇烈女祠等建筑皆毁，仅存大成殿和东西两庑。

## 建筑布局
康熙《零陵县志》载：“创建先师庙，前为左右东西庑，又前为戟门，下为頖池、为档星门，庙左为明伦堂，下为二斋，曰兴贤，曰育才，为仪门。门外有青云桥，又前为儒学门。殿右为名宦祠，为乡贤祠，殿后为启圣祠，为敬一堂，左为教谕。廨右为训导，廨明末毁于兵火”。
文庙现仅存大成殿和东西两庑，总占地面积2700平方米。大成殿建筑面积700平方米，面阔5间，进深3间，高17.1米，为重檐歇山顶，覆黄色琉璃瓦，斗拱饰彩绘。殿前檐下有石柱四根，两根汉白玉柱雕蟠龙，两根青石柱雕飞凤。殿前有石狮、石象各一对，一块丹墀雕有花龙。大成殿后两角有两通汉白玉石碑（其中一块已毁），立于赑屃之上。